# دورنبورگ (هسن)
دورنبورگ (به آلمانی: Dornburg) یک شهر در آلمان است که در لیمبرگ-وایلبورگ واقع شده‌است. دورنبورگ ۸٬۴۸۶ نفر جمعیت دارد.